# Urania Genève Sport
Urania Genève Sport – szwajcarski klub piłkarski z siedzibą w Genewie. 

## Historia
Urania Genève Sport Football Club został założony w 9 lutego 1896. Na przełomie XIX i XX wieku został założony klub FC Genève. Genève w 1904 zadebiutował w pierwszej lidze szwajcarskiej. 10 sierpnia 1922 Urania i FC Genève połączyły się tworząc Urania Genève Sport. Najlepszy okres klubu przypadł na przełom lat 20. i 30. 
W 1929 klub zajął 3. miejsce, a dwa lata później drugie. W 1929 Urania zdobyła Puchar Szwajcarii, a trzy lata później grała w finale. W 1934 Urania spadł z Nationalligi A i potem sporadycznie występował w niej (ostatni raz w 1966). Obecnie klub występuje w  1. Liga Classic (czwarta liga).

## Sukcesy
- Puchar Szwajcarii (1): 1929.
- Finał Pucharu Szwajcarii (1): 1932.

## Reprezentanci kraju grający w klubie
| - Eugen Walaschek - Roger Vonlanthen - Willy Jäggi - Georges Aeby - Eugène Parlier - Edmond Loichot - Adolphe Hug - Edmond Kramer | - Leszek Iwanicki - Mirosław Tłokiński - Augustine Simo - Ivan Bek - Branislav Sekulić - Yao Mawuko Sènaya |

## Trenerzy klubu
- Eugen Walaschek (1953-61)

## Sezony wSwiss Super League
| Sezon   | Uzyskane Miejsce   |
| ------- | ------------------ |
| 1904-05 | 5 w gr. zachodniej |
| 1905-06 | 4 w gr. zachodniej |
| 1906-07 | 5 w gr. zachodniej |
| 1910-11 | 7 w gr. zachodniej |
| 1911-12 | 3 w gr. zachodniej |
| 1912-13 | 7 w gr. zachodniej |
| 1913-14 | 5 w gr. zachodniej |
| 1915-16 | 6 w gr. zachodniej |
| 1916-17 | 6 w gr. zachodniej |
| 1917-18 | 6 w gr. zachodniej |
| 1918-19 | 3 w gr. zachodniej |

| Sezon   | Uzyskane Miejsce   |
| ------- | ------------------ |
| 1919-20 | 5 w gr. zachodniej |
| 1920-21 | 7 w gr. zachodniej |
| 1921-22 | 7 w gr. zachodniej |
| 1922-23 | 6 w gr. zachodniej |
| 1923-24 | 5 w gr. zachodniej |
| 1924-25 | 8 w gr. zachodniej |
| 1925-26 | 5 w gr. zachodniej |
| 1926-27 | 5 w gr. zachodniej |
| 1927-28 | 7 w gr. zachodniej |
| 1928-29 | 3                  |
| 1929-30 | 3 w gr. zachodniej |

| Sezon   | Uzyskane Miejsce |
| ------- | ---------------- |
| 1930-31 | 2                |
| 1931-32 | 4                |
| 1932-33 | 5 w gr. 1        |
| 1933-34 | 14 (spadek)      |
| 1946-47 | 14 (spadek)      |
| 1948-49 | 14 (spadek)      |
| 1955-56 | 11               |
| 1956-57 | 5                |
| 1957-58 | 12               |
| 1958-59 | 13 (spadek)      |
| 1965-66 | 14 (spadek)      |